# Cuba op de Olympische Spelen
Cuba is een van de landen die deelneemt aan de Olympische Spelen. Cuba debuteerde op de Zomerspelen van 1900. Het heeft nog nooit deelgenomen aan de Winterspelen.
In Parijs deed Cuba voor de 22e keer mee aan de Zomerspelen. Er werden in totaal 250 medailles (87-72-91) gewonnen.

## Medailles en deelnames
De tabel geeft een overzicht van de jaren waarin werd deelgenomen, het aantal gewonnen medailles en de eventuele plaats in het medailleklassement.
| Jaar   | Goud · | Zilver · | Brons · | Totaal | Rang |
| 1900   | 1      | 1        | 0       | 2      | 13   |
| 1904   | 4      | 2        | 3       | 9      | 3    |
| 1908   | -      | -        | -       | -      | -    |
| 1912   | -      | -        | -       | -      | -    |
| 1920   | -      | -        | -       | -      | -    |
| 1924   | 0      | 0        | 0       | 0      | -    |
| 1928   | 0      | 0        | 0       | 0      | -    |
| 1932   | -      | -        | -       | -      | -    |
| 1936   | -      | -        | -       | -      | -    |
| 1948   | 0      | 1        | 0       | 1      | 28   |
| 1952   | 0      | 0        | 0       | 0      | -    |
| 1956   | 0      | 0        | 0       | 0      | -    |
| 1960   | 0      | 0        | 0       | 0      | -    |
| 1964   | 0      | 1        | 0       | 1      | 30   |
| 1968   | 0      | 4        | 0       | 4      | 31   |
| 1972   | 3      | 1        | 4       | 8      | 14   |
| 1976   | 6      | 4        | 3       | 13     | 8    |
| 1980   | 8      | 7        | 5       | 20     | 4    |
| 1984   | -      | -        | -       | -      | -    |
| 1988   | -      | -        | -       | -      | -    |
| 1992   | 14     | 6        | 11      | 31     | 5    |
| 1996   | 9      | 8        | 8       | 25     | 8    |
| 2000   | 11     | 11       | 7       | 29     | 9    |
| 2004   | 9      | 7        | 11      | 27     | 11   |
| 2008   | 3      | 10       | 17      | 30     | 19   |
| 2012   | 5      | 3        | 7       | 15     | 16   |
| 2016   | 5      | 2        | 4       | 11     | 18   |
| 2020   | 7      | 3        | 5       | 15     | 14   |
| 2024   | 2      | 1        | 6       | 9      | 32   |
| Totaal | 87     | 72       | 91      | 250    | -    |

Afghanistan · Albanië · Algerije · Amerikaans-Samoa · Amerikaanse Maagdeneilanden · Andorra · Angola · Antigua en Barbuda · Argentinië · Armenië · Aruba · Australië · Azerbeidzjan · Bahama's · Bahrein · Bangladesh · Barbados · België · Belize · Benin · Bermuda · Bhutan · Bolivia · Bosnië en Herzegovina · Botswana · Brazilië · Britse Maagdeneilanden · Brunei · Bulgarije · Burkina Faso · Burundi · Cambodja · Canada · Centraal-Afrikaanse Republiek · Chili · China · Chinees Taipei · Colombia · Comoren · Congo-Brazzaville · Congo-Kinshasa · Cookeilanden · Costa Rica · Cuba · Cyprus · Denemarken · Djibouti · Dominica · Dominicaanse Republiek · Duitsland · Ecuador · Egypte · El Salvador · Equatoriaal-Guinea · Eritrea · Estland · Ethiopië · Fiji · Filipijnen · Finland · Frankrijk · Gabon · Gambia · Georgië · Ghana · Grenada · Griekenland · Groot-Brittannië · Guam · Guatemala · Guinee · Guinee-Bissau · Guyana · Haïti · Honduras · Hongarije · Hongkong · Ierland · IJsland · India · Indonesië · Irak · Iran · Israël · Italië · Ivoorkust · Jamaica · Japan · Jemen · Jordanië · Kaaimaneilanden · Kaapverdië · Kameroen · Kazachstan · Kenia · Kirgizië · Kiribati · Koeweit · Kosovo · Kroatië · Laos · Lesotho · Letland · Libanon · Liberia · Libië · Liechtenstein · Litouwen · Luxemburg · Madagaskar · Malawi · Malediven · Maleisië · Mali · Malta · Marokko · Marshalleilanden · Mauritanië · Mauritius · Mexico · Micronesië · Moldavië · Monaco · Mongolië · Montenegro · Mozambique · Myanmar · Namibië · Nauru · Nederland · Nepal · Nicaragua · Nieuw-Zeeland · Niger · Nigeria · Noord-Korea · Noord-Macedonië · Noorwegen · Oeganda · Oekraïne · Oezbekistan · Oman · Oost-Timor · Oostenrijk · Pakistan · Palau · Palestina · Panama · Papoea-Nieuw-Guinea · Paraguay · Peru · Polen · Portugal · Puerto Rico · Qatar · Roemenië · Rusland · Rwanda · Saint Kitts en Nevis · Saint Lucia · Saint Vincent en de Grenadines · Salomonseilanden · Samoa · San Marino · Saoedi-Arabië · Sao Tomé en Principe · Senegal · Servië · Seychellen · Sierra Leone · Singapore · Slovenië · Slowakije · Somalië · Spanje · Sri Lanka · Soedan · Suriname · Swaziland · Syrië · Tadzjikistan · Tanzania · Thailand · Togo · Tonga · Trinidad en Tobago · Tsjaad · Tsjechië · Tunesië · Turkije · Turkmenistan · Tuvalu · Uruguay · Vanuatu · Venezuela · Verenigde Arabische Emiraten · Verenigde Staten · Vietnam · Wit-Rusland · Zambia · Zimbabwe · Zuid-Afrika · Zuid-Korea · Zuid-Soedan · Zweden · Zwitserland
Historische landen: Bohemen · Bondsrepubliek Duitsland · Brits-Indië · Duitse Democratische Republiek · Joegoslavië · Malaya · Nederlandse Antillen · Noord-Borneo · Noord-Jemen · Saarland · Servië en Montenegro · Sovjet-Unie · Tsjecho-Slowakije · West-Indische Federatie · Zuid-Jemen
Bijzondere deelnames: Onafhankelijke olympische atleten · Vluchtelingenteam 
 Australazië · Duits Eenheidsteam · Gemengd team · Gezamenlijk Team